# 布萊克伯恩 (阿肯色州)
布萊克伯恩（英語：Blackburn）是位於美國阿肯色州華盛頓縣的一個非建制地區。該地的面積和人口皆未知。

## 地理
布萊克伯恩的座標為35°48′59″N 94°13′11″W / 35.81639°N 94.21972°W，而該地的平均海拔高度為576米（即1890英尺）。